# Pojezna
Pojezna är ett samhälle i Bosnien och Hercegovina.   Det ligger i entiteten Republika Srpska, i den centrala delen av landet, 120 km norr om huvudstaden Sarajevo. Pojezna ligger 228 meter över havet och antalet invånare är 838.
Terrängen runt Pojezna är platt. Närmaste större samhälle är Stanari, 10,5 km söder om Pojezna. 
Omgivningarna runt Pojezna är en mosaik av jordbruksmark och naturlig växtlighet. Runt Pojezna är det ganska tätbefolkat, med 67 invånare per kvadratkilometer.